# پانداس
پانداس (به انگلیسی: PANDAS) که مخفف اختلال‌های عصب-روان‌شناختی ایمنی خودکار کودکان مرتبط با عفونت‌های استرپتوکوک (به انگلیسی: Pediatric Autoimmune Neuropsychiatric Disorders Associated with Streptococcal infections) می‌باشد به فرضی گفته می‌شود که اختلال وسواسی جبری یا تیک‌های عصبی که ناگهان در کودکان با عفونت‌های گروه A استرپتوکوک مواجه‌اند در اصل به خاطر تولید پادتن‌هاست که به عقده‌های قاعده‌ای حمله برده و عمل آن را مختل می‌کنند.